# Oliveira do Douro (Vila Nova de Gaia)
Oliveira do Douro es una freguesia portuguesa del concelho de Vila Nova de Gaia, con 6,72 km² de superficie y 23.384 habitantes (2001). Su densidad de población es de 3 479,8 hab/km².